# Dendromus nyikae
Dendromus nyikae är en däggdjursart som beskrevs av Wroughton 1909. Dendromus nyikae ingår i släktet Dendromus och familjen Nesomyidae. IUCN kategoriserar arten globalt som livskraftig. Inga underarter finns listade i Catalogue of Life. Artepitet i det vetenskapliga namnet syftar på bergsplatån Nyika i Malawi och Zambia.
Denna gnagare förekommer i östra och södra Afrika. Utbredningsområdet sträcker sig från Tanzania till Angola och nordöstra Sydafrika. Arten vistas i låglandet och i bergstrakter upp till 2200 meter över havet. Dendromus nyikae föredrar skogar som habitatet men den uppsöker även gräsmarker.
En hanne från norra Sydafrika var med svans 17,3 cm lång, svanslängden var 9,4 cm och den vägde 13 g. Andra exemplar når en absolut längd upp till 18 cm. Djuret har cirka 2 cm långa bakfötter och ungefär 1,5 cm stora öron. Allmänt är ovansidans päls gråbrun och undersidans päls vit. Några populationer har inslag av rött på ryggen.
Individerna klättrar i träd och annan växtlighet och de äter gröna växtdelar, frön och insekter. En upphittad hona som fångades vid början av regntiden i november var dräktig med fyra ungar.